# Sandringham House
Sandringham House – wiejska rezydencja królewska położona w pobliżu wioski Sandringham w hrabstwie Norfolk. Jest jedną z dwóch – obok Balmoral – rezydencji królewskich nienależących do dóbr, którymi monarchowie dysponują z racji pełnionego urzędu (tzw. royal estate), lecz pozostających własnością prywatną rodziny panującej. Królowa Elżbieta II tradycyjnie przebywała tu od świąt Bożego Narodzenia do lutego, tym samym właśnie tutaj obchodząc kolejne rocznice swego wstąpienia na tron. Także w Sandringham House rodzina królewska wita zwykle Nowy Rok.
Posiadłość składa się z pałacu oraz otaczających go 250 hektarów ziemi. Pierwszy budynek został w tym miejscu wzniesiony jako rezydencja szlachecka w 1771. W 1862 królowa Wiktoria zakupiła ją na prośbę ówczesnego księcia Walii, późniejszego króla Edwarda VII, który chciał tu zamieszkać ze swą świeżo poślubioną żoną, księżną (potem królową) Aleksandrą. Młoda para szybko uznała jednak obiekt za zdecydowanie za mały na ich potrzeby i zleciła jego rozbudowę, zakończoną w 1870. Wtedy właśnie nadano pałacowi obecny kształt.
Posiadłość była miejscem śmierci królowej Aleksandry, a także jej syna – króla Jerzego V i wnuka – króla Jerzego VI. Z kolei cesarzowa Niemiec Wiktoria Koburg nakazała wybudowanie w Kronbergu w górach Taunus pałacu Friedrichshof, obiektu wzorowanego na Sandringham House.